# To Love Somebody
Singles par Bee Gees (R.-U.)
New York Mining Disaster 1941
(1967) Massachusetts
(1967)
Singles par Bee Gees (É.-U.)
New York Mining Disaster 1941
(1967) Holiday
(1967)
To Love Somebody est une chanson écrite par Barry et Robin Gibb. Produit par Robert Stigwood, il s'agit du deuxième single des Bee Gees de leur premier album international, Bee Gees 1st, en 1967.
Dans une interview de 2017 lors du talk show Life Stories de Piers Morgan, à la question : « de toutes les chansons que vous avez écrites, laquelle choisiriez-vous ? », Barry a répondu To Love Somebody car elle avait « un message clair et émotionnel ».
La chanson a été enregistrée par de nombreux autres artistes, dont Nina Simone, Janis Joplin, Roberta Flack, Jimmy Somerville, Michael Bolton, Billy Corgan, Rod Stewart, Michael Bublé, Bonnie Tyler, Lesley Gore,Bobby Bazini, et Hank Williams Junior.

## Origines
À la demande de Robert Stigwood, le manager du groupe, Barry et Robin Gibb ont écrit To Love Somebody, ballade inspirée du style de Sam & Dave ou The Rascals, pour Otis Redding. Celui-ci est venu voir Barry au Plaza de New York un soir. Robin a affirmé que « Otis Redding a dit qu'il aimait notre matériel et que Barry lui écrirait une chanson ».
Les Bee Gees ont enregistré ce titre avec Gilbert Green et End of My Song aux studios IBC à Londres en mars-avril 1967 et l’ont sorti en single à la mi-juillet 1967 aux États-Unis. Redding est mort dans un accident d'avion plus tard dans l'année, avant de pouvoir enregistrer la chanson.
Robin a déclaré : « Tout le monde nous a dit à quel point ils pensaient que c'était un bon disque. D'autres groupes l'ont tous vanté, mais pour une raison quelconque, les Britanniques n'ont pas semblé l'apprécier ». Barry a déclaré : « Je pense que la raison pour laquelle cela n'a pas bien fonctionné ici, c'est parce que c'est une chanson d'inspiration soul, les Américains l'ont adoré, mais ce n'était tout simplement pas bon pour l'Angleterre ».
Barry Gibb a expliqué dans une interview accordée au magazine Mojo en juin 2001 : « C'était pour Robert (Stigwood). Je le dis sans aucune honte. Il m'a demandé d'écrire une chanson pour lui, personnellement. Elle a été écrite à New York et jouée pour Otis mais, personnellement, c'était pour Robert. Il comptait beaucoup pour moi. Je ne pense pas que c'était une affection homosexuelle mais une admiration énorme pour les capacités et les dons de cet homme ».

## Réception
C'est un succès mineur au Royaume-Uni et en France alors qu'il atteint le top 20 aux États-Unis et le top 10 au Canada. Le single atteint la 17e place aux États-Unis et la 41e au Royaume-Uni, avec Close Another Door en face B.
Le single a été réédité en 1980 sur label RSO Records avec How Can You Mend A Broken Heart en face B. La chanson apparaît à la 94e place du classement des « 100 meilleures chansons des années 60 » du magazine NME.

## Personnel
- Barry Gibb - chant, guitare
- Robin Gibb - chœurs
- Maurice Gibb - basse
- Vince Melouney - guitare
- Colin Petersen - batterie
- Bill Shepherd - arrangement pour orchestre